# Colombe d'Oro per la Pace

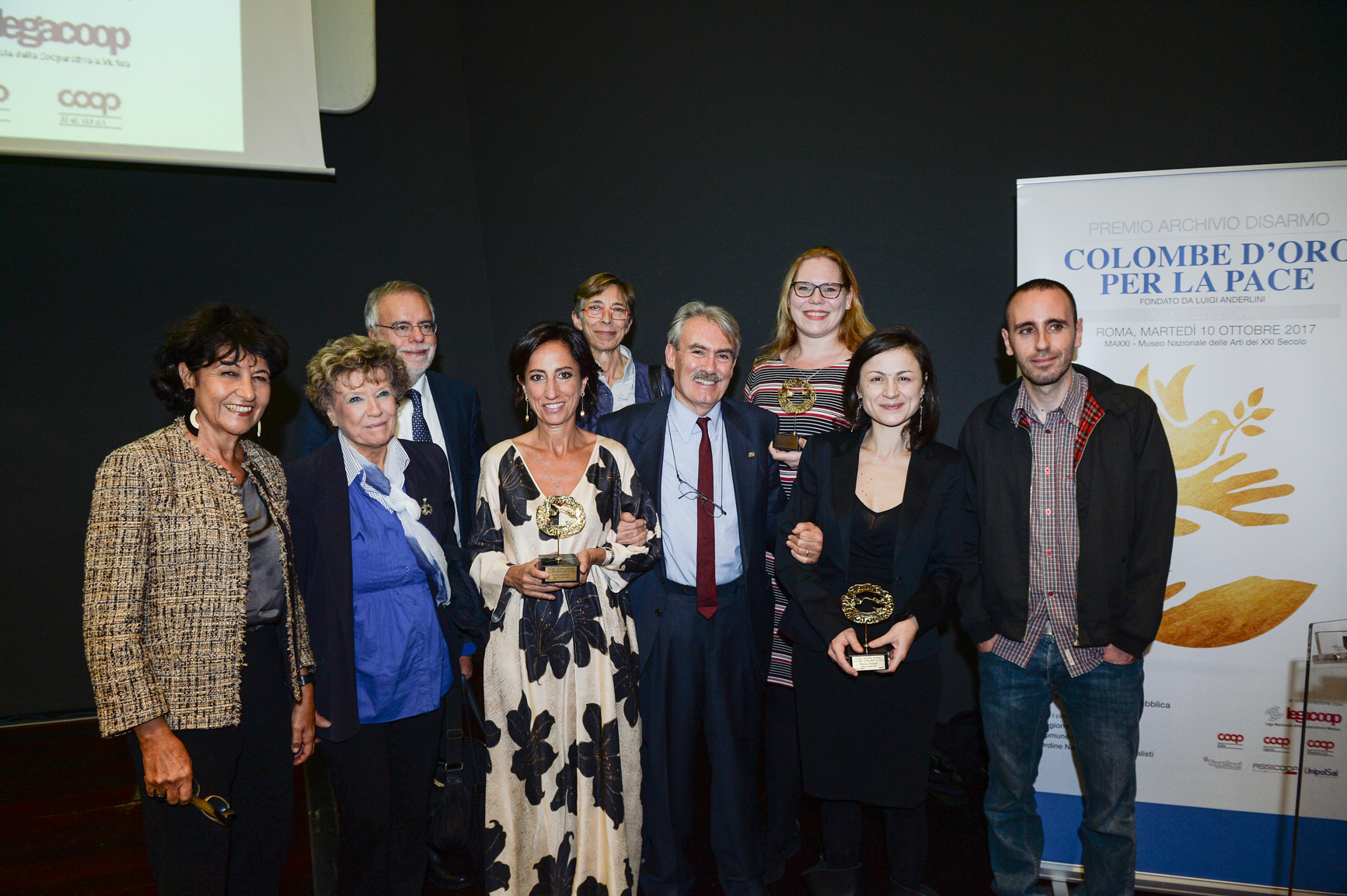
Roma 10 ottobre 2017 Premio Colombe D'oro per la Pace - Da sinistra a destra: Dora Iacobelli, Dacia Maraini, Andrea Riccardi, Lucia Goracci, Tana De Zulueta, Fabrizio Battistelli, Susi Snyder (ICAN), Nancy Porsia e Michele Rech "Zerocalcare".

Il Premio giornalistico Archivio Disarmo - Colombe d'Oro per la Pace è un prestigioso riconoscimento assegnato annualmente dall'Istituto di Ricerche Internazionali Archivio Disarmo di Roma. Ha lo scopo di promuovere fra gli operatori dell'informazione gli ideali di convivenza pacifica tra le persone, i popoli e le nazioni.
È stato istituito nel 1986, anno internazionale della pace, con il sostegno di Legacoop e di altre cooperative ad essa aderenti.
Il Premio assegna annualmente tre Colombe d'oro a giornalisti particolarmente impegnati sui temi della pace e del disarmo. Altre "Colombe" sono attribuite ad una o più personalità internazionali italiane o straniere che abbiano dato un contributo significativo alla causa della pace.
La giuria, inizialmente composta da Luigi Anderlini, Carlo Bo, Miriam Mafai e Alberto Moravia, è stata presieduta da Sandro Pertini (1986 - 1989) e da Rita Levi-Montalcini (1995- 2012) Premio Nobel per la medicina 1986, è dal 2013 composta da: Fabrizio Battistelli, Dora Iacobelli, Tana De Zulueta, Riccardo Iacona, Dacia Maraini, Andrea Riccardi.

Significativamente, in quattro occasione le personalità premiate con le Colombe d'oro sono poi risultate vincitori del premio Nobel per la Pace: ciò è avvenuto nel 1987, nel 1989, nel 1997 e nel 2017 quando i vincitori delle Colombe sono stati, rispettivamente, Nelson Mandela, Michail Gorbačëv, John Hume e l'International Campaign to Abolish Nuclear Weapons. In occasione dell'edizione 2017 delle Colombe d'oro il presidente dell'Archivio Disarmo, Fabrizio Battistelli, ha così commentato la coincidenza:
"È l'anno delle coincidenze. Era il 6 agosto, anniversario della tragedia di Hiroshima che segna l'inizio dell'era atomica, quando la Giuria delle Colombe d'oro ha concluso i suoi lavori, decidendo all'unanimità di conferire il premio internazionale per la pace all'ICAN, campagna internazionale per l'abolizione delle armi nucleari. La data stabilita per la cerimonia è stata il 10 ottobre, il 6 di questo mese a Oslo è stato assegnato a ICAN, il premio Nobel per la Pace [...] Qualcuno dice che le Colombe d'oro portano fortuna. Più semplicemente propendo a credere alla ragionevolezza delle scelte".
Il premio raffigura una Colomba con un ramo d'ulivo ed è opera dello scultore Pericle Fazzini.

## Albo dei premiati
| Edizione                                       | Giornalisti                                                                                           | Personalità internazionale                                                         | Premio speciale |
| ---------------------------------------------- | --- | ---------------------------------------------------------------------------------- | --- |
| I edizione 1986                                | Rodolfo Brancoli - Carlo Bernardini - Italo Moretti                                                   | Olof Palme – Svezia                                                                | |
| II edizione 1987                               | Francesco Gozzano - padre Alessandro Zanotelli - Giancarlo Monterisi                                  | Nelson Mandela – Sudafrica (detenuto in carcere, ritira il premio Harry Belafonte) | |
| III edizione 1988                              | Mario Tedeschini Lalli - Renzo Giacomelli – Alberto La Volpe                                          | Victor Shemtov – Israele Hanna Seniora – Palestina                                 | |
| IV edizione 1989                               | Alberto Cavallari - Maria Vittoria De Marchi – Antonello Marescalchi                                  | Perez de Cuellar – Nazioni Unite                                                   | |
| V edizione - edizione speciale (dicembre 1989) | | Michail Gorbaciov – Russia                                                         | |
| VI edizione 1990                               | Dino Frescobaldi – Giampaolo Calchi Novati – Carlo Brienza                                            | Comunità francescana di Assisi – Italia                                            | |
| VII edizione 1991                              | Igor Man - Frank Barnaby - Pietro A. Buttitta                                                         | Amnesty International                                                              | |
| VIII edizione 1992                             | Stefano Chiarini - Lodovico Grassi - Jon Alpert                                                       | Forze di interposizione della Comunità Economica Europea nella ex-Jugoslavia       | |
| IX edizione 1993                               | Tahar Ben Jelloun - Giancarlo Zizola - Giovanna Lio                                                   | Sadako Ogata – Alto Commissariato Onu per i Rifugiati – UNHCR                      | |
| X edizione 1994                                | Maurizio Chierici - Slavenka Drakulic - Fausto Spegni                                                 | Comunità di Sant'Egidio – Italia                                                   | |
| XI edizione 1995                               | Ettore Masina - Slimane Zeghidour - Demetrio Volcic                                                   | Cyril Ramaphosa e Roelf Mayer – Sudafrica                                          | |
| XII edizione 1996                              | Nahum Barnea - Angela Virdò                                                                           | Greenpeace (ritira il premio David McTaggart)                                      | |
| XIII edizione 1997                             | Lucio Flavio Pinto - Fatos Lubonja - Laura Becherelli                                                 | John Hume – Irlanda del Nord                                                       | |
| XIV edizione 1998                              | Paolo Rumiz - Salima Ghezali - Maria de Lourdes Jesus                                                 | Federico Mayor – UNESCO                                                            | |
| XV edizione 1999                               | Bernardo Valli - Ennio Remondino – Reporters sans frontièrs                                           | Jesse Jackson – USA                                                                | |
| XVI edizione 2000                              | Pietro Veronese - Ignacio Ramonet - Silvestro Montanaro                                               | Giorgio Biguzzi – vescovo, Sierra Leone                                            | |
| XVII edizione 2001                             | Amira Hass – MISNA (Missionary Service) – Andrea Purgatori                                            | Gino Strada – Emergency, Italia                                                    | |
| XVIII edizione 2002                            | Yolande Mukagasana – Danis Tanovic – Ugo Tramballi                                                    | Luisa Morgantini con Suhad Amery e Terry Greenblatt                                | |
| XIX edizione 2003                              | Margherita D'Amico e Luca Zingaretti – Giorgio Salomon – Gian Antonio Stella                          | Card. Roger Etchegaray – presidente emerito Pontificio Consiglio Iustitia et Pax   | |
| XX edizione 2004                               | Giovanna Botteri – padre Luciano Bertazzo – Robert Fisk                                               | Hans Blix – Svezia                                                                 | Tamara Chikunova – fondatrice di Madri contro la pena di morte e la tortura, Uzbekistan Cora Weiss – Presidentessa di The Hague Appeal for peace, USA |
| XXI edizione 2005                              | Florence Aubenas – Hussein Hanoun al-Saadi –Giuliana Sgrena – Riccardo Bonacina – Moni Ovadia         | Juan Somavía – OIL/ILO, Svizzera                                                   | Tina Anselmi – Italia |
| XXII edizione 2006                             | Fabrizio Gatti – Sigfrido Ranucci – Francesco Zizola                                                  | Hawa Aden – Somalia                                                                | Hazem Kawasmi – Palestina Yehudah Paz – Israele |
| XXIII edizione 2007                            | Giovanni De Mauro – Rula Jebreal – Claudio Monici                                                     | Mohamed ElBaradei – AIEA                                                           | Viktor Ivančić – Bosnia Anna Momigliano – Milano, Italia                                                                                              |
| XXIV edizione 2008                             | Rosaria Capacchione – Stefania Maurizi – Cecilia Rinaldini                                            | Daniel Barenboim – Argentina                                                       | Comune di Stazzema – (LU), Italia |
| XXV edizione 2009                              | Alessandra Coppola – Riccardo Iacona – Emilio E. Manfredi                                             | Yossi Beilin – Israele                                                             | Don Luigi Ciotti – Libera |
| XXVI edizione 2010                             | Mimmo Càndito – Gabriele Del Grande                                                                   | Jane Goodall – Gran Bretagna                                                       | William Alfredo Quijano Zetino – El Salvador |
| XXVII edizione 2011                            | Francesca Paci – Gad Lerner                                                                           | Marguerite Barankitse – Burundi                                                    | Coro Manos Blancas – Friuli Venezia Giulia |
| XXVIII edizione 2012                           | Francesca Caferri – Giovanni Porzio – Giovanni Tizian                                                 | Ignatius Kaigama – Arcivescovo, Nigeria                                            | |
| XXIX edizione 2013                             | Paola Caridi – Lorella Zanardo                                                                        | Pacem Kawonga – Malawi Asha Omar Ahmed – Somalia                                   | |
| XXX edizione 2014                              | Maria Gianniti – Alberto Negri – Gabriella Simoni                                                     | Associazione dei Pescatori di Lampedusa – Italia                                   | |
| XXXI edizione 2015                             | Laura Silvia Battaglia – Giampaolo Cadalanu – Corrado Formigli                                        | Philip Limbery – Gran Bretagna                                                     | Emiliano Abramo – Catania, Italia |
| XXXII edizione 2016                            | Diego Bianchi "Zoro" – Lucia Capuzzi – Lorenzo Trombetta                                              | Don Mosè Zerai – Eritrea                                                           | Progetto Corridoi umanitari (Comunità di Sant'Egidio, Federazione delle Chiese Evangeliche in Italia, Tavola Valdese)                                 |
| XXXIII edizione 2017                           | Lucia Goracci – Nancy Porsia – Michele Rech "Zerocalcare"                                             | International Campaign to Abolish Nuclear Weapons                                  | |
| XXXIV edizione 2018                            | Michele Giorgio – Sara Manisera – Pietro Suber                                                        | Steve McCurry – Stati Uniti                                                        | Progetto Presidio Caritas di Ragusa, Italia |
| XXXV edizione 2019                             | Madi Ferrucci/Flavia Grossi e Roberto Persia – Nanni Moretti - Leonardo Palmisano – Elisabetta Soglio | Padre Jacques Mourad – Siria                                                       | |
| XXXVI edizione 2020                            | Nello Scavo - Antonio Mazzeo - Francesca Nava                                                         |                                                                                    | Paolo Miranda |
| XXXVII edizione 2021                           | Giulia Bosetti - IRPI (Investigative Reporting Project Italy) - Francesca Mannocchi                   | Amani El Nasif – Siria Alidad Shiri – Afghanistan                                  | |
| XXXVIII edizione 2022                          | Nico Piro - Lucia Sgueglia - Marco Tarquinio                                                          | Filippo Grandi – UNHCR                                                             | |
| XXXIX edizione 2023                            | Carlo Cefaloni - Alessia Grossi - Lorenzo Tondo                                                       | Maurizio Landini – CGIL                                                            | |
| XXXX edizione 2024                             | Veronica Fernandes, Matteo Pucciarelli, Safwat Al Kahlout, Meron Rapoport                             | Stop Killer Robots (ritira il premio Peter Asaro)                                  | |

Tra le personalità italiane e internazionali che hanno ricevuto il premio:
- Gino Strada, medico, fondatore dell'ONG Emergency, premiato per il suo contributo alla tutela della persona e dei diritti umani nelle aree di crisi
- Hans Blix, presidente della Commissione ONU per la verifica delle Armi di Distruzione di Massa.
- Yeduha Paz, attivista del movimento per la pace in Medio Oriente e cofondatore del movimento israelo-palestinese Peace Now.
- Don Luigi Ciotti, fondatore dell'Associazione Libera, premiato per la "sua lunga testimonianza di vita in difesa degli indifesi".[3]
- Jane Goodall, etologa e fondatrice in Africa di un centro per le attività umanitarie e la difesa dell'ecosistema.
- Associazione dei Pescatori di Lampedusa, premiata per l'opera di soccorso ai migranti nel mar Mediterraneo.[4]
- International Campaign to Abolish Nuclear Weapons (ICAN), coalizione di organizzazioni non-governative in favore del Trattato per la proibizione delle armi nucleari.
- Michele Rech, in arte Zerocalcare, graphic novelist romano "che con i suoi romanzi grafici avvicina il pubblico giovanile alle questioni internazionali più complesse"[5]
- Il fotoreporter americano Steve McCurry, tra i primi a documentare la realtà della guerra in Afghanistan.